# Спасово (Добричская область)
Спасово (болг. Спасово) — село в Болгарии. Находится в Добричской области, входит в общину Генерал-Тошево. Население составляет 984 человека.
Село Спасово находится в 20 км от берега моря и Дуранкулашкого озера, в 30 км от рок-столицы Болгарии — город Каварна и в 100 км от Варны и международного аэропорта.
На территории села имеются множество магазинов, здравпункт, школа и детский сад. Его прошлое не очень хорошо изучено. Единственные исторические сведения — это археологические материалы, которые немногочисленны, но подтверждают, что территория очень богата историей.
При с. Спасово открыты останки гетских селищ, а также амфоры с печатями и многое другое.

## Политическая ситуация
В местном кметстве Спасово, в состав которого входит Спасово, должность кмета (старосты) исполняет Мария Иванова Дочева (коалиция в составе 3 партий: Политическое движение социал-демократов (ПДСД), Болгарская социалистическая партия (БСП), ПДСД,БСП) по результатам выборов правления кметства.
Кмет (мэр) общины Генерал-Тошево — Димитр Михайлов Петров (коалиция в составе 2 партий: Политическое движение социал-демократов (ПДСД), Болгарская социалистическая партия (БСП)) по результатам выборов в правление общины.